# Vide (Castrelo de Miño)
Vide (llamada oficialmente San Salvador de Vide de Miño) es una parroquia y un lugar español del municipio de Castrelo de Miño, en la provincia de Orense, Galicia.

## Toponimia
La parroquia también es conocida por el nombre de San Salvador de Vide.

## Organización territorial
La parroquia está formada por una entidad de población:
- Vide

## Demografía
Gráfica demográfica del lugar y parroquia de Vide según el INE español:
| Gráfica de evolución demográfica de Vide entre 2000 y 2022 |
|                                                            |
| Datos según el nomenclátor publicado por el INE.           |